# Palazzo Valdés

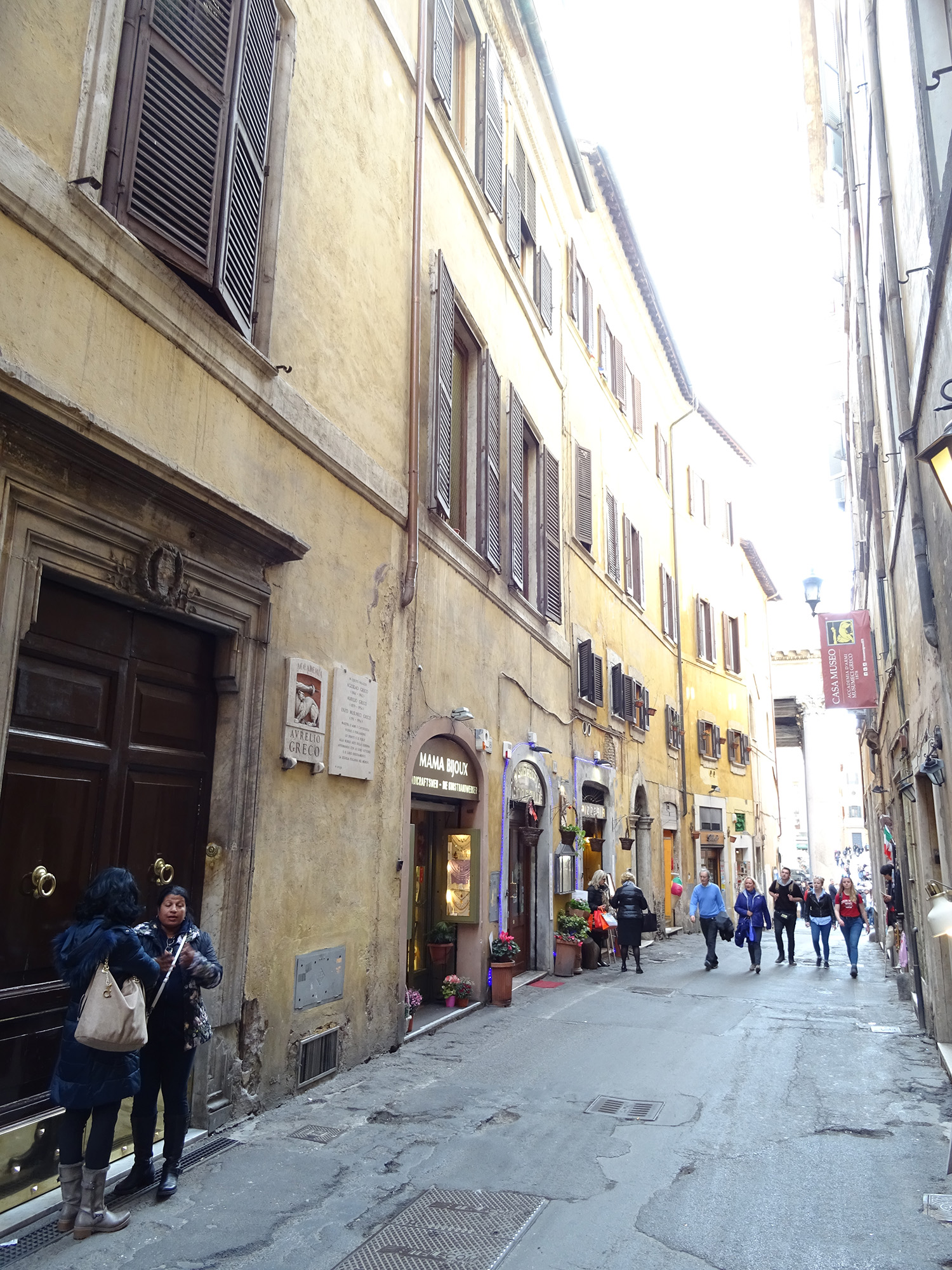
Vista do palácio.

Palazzo Valdés ou Palazzo de Valdés é um palácio localizado no número 87 da Via del Seminario, no rione Colonna de Roma.

## História
Este palacete foi construído no final do século XV por Diego de Valdés, o mordomo do papa Alexandre VI Bórgia. Depois da captura de Roma (1870), em 1878, ali se estabeleceu uma das mais antigas escolas de armas do mundo, considerada o "templo" da esgrima, a Accademia d'Armi Aurelio Greco. Ainda hoje, perto da entrada principal do edifício, estão o brasão da Accademia e uma placa comemorativa do período que a escola funcionou no local (1879-1954). O edifício, em dois pisos com cinco janelas cada um, se abre num belo portal arquitravado em mármore decorado com o já citado brasão e com uma coroa de fitas. As duas aberturas comerciais à direita do portal eram, antigamente, as duas entradas para cavalos. O palácio foi restaurado em 1985.